# 永原陽子
永原 陽子（ながはら ようこ、1955年7月 - ）は、日本の歴史学者。専門は南部アフリカ史。
京都大学名誉教授、東京外国語大学アジア・アフリカ言語文化研究所研究員。

## 略歴
- 1974年3月 - 東京教育大学附属高等学校（現・筑波大学附属高等学校）卒業
- 1978年3月 - 東京大学文学部西洋史学科卒業
- 1980年3月 - 東京大学大学院人文科学研究科西洋史学専修修士課程修了
- 1984年3月 - 東京大学大学院人文科学研究科西洋史学専修博士課程中退
- 1984年4月 - 東京大学文学部西洋史学科 助手
- 1986年4月 - 千葉大学教養部 講師（歴史学担当）
- 1987年12月 - 同 助教授（歴史学担当）
- 1994年4月 - 千葉大学文学部史学科 助教授
- 1994年4月 - 東京外国語大学アジア・アフリカ言語文化研究所 助教授
- 2008年1月 - 同 教授
- 2013年4月 - 京都大学大学院文学研究科 教授
- 2021年3月 - 京都大学定年退職、同名誉教授
- 2021年4月 - 東京外国語大学アジア・アフリカ言語文化研究所 研究員

## 著書

### 編著
- 『「植民地責任」論――脱植民地化の比較史』青木書店、2009年。
- 『生まれる歴史、創られる歴史―アジア・アフリカ史研究の最前線から』刀水書房、2011年。

### 共編著
- (富永智津子)『新しいアフリカ史像を求めて――女性・ジェンダー・フェミニズム』御茶の水書房、2006年。